# FHL5
FHL5 (англ. Four and a half LIM domains 5) – білок, який кодується однойменним геном, розташованим у людей на короткому плечі 6-ї хромосоми. Довжина поліпептидного ланцюга білка становить 284 амінокислот, а молекулярна маса — 32 720.
| 10         |  | 20         |  | 30         |  | 40         |  | 50         |
| ---------- |  | ---------- |  | ---------- |  | ---------- |  | ---------- |
| MTTAHFYCQY |  | CTASLLGKKY |  | VLKDDSPYCV |  | TCYDRVFSNY |  | CEECKKPIES |
| DSKDLCYKDR |  | HWHEGCFKCT |  | KCNHSLVEKP |  | FAAKDERLLC |  | TECYSNECSS |
| KCFHCKRTIM |  | PGSRKMEFKG |  | NYWHETCFVC |  | ENCRQPIGTK |  | PLISKESGNY |
| CVPCFEKEFA |  | HYCNFCKKVI |  | TSGGITFCDQ |  | LWHKECFLCS |  | GCRKDLCEEQ |
| FMSRDDYPFC |  | VDCYNHLYAN |  | KCVACSKPIS |  | GLTGAKFICF |  | QDSQWHSECF |
| NCGKCSVSLV |  | GKGFLTQNKE |  | IFCQKCGSGM |  | DTDI       |  |            |

A: Аланін

C: Цистеїн

D: Аспарагінова кислота

E: Глутамінова кислота

F: Фенілаланін

G: Гліцин

H: Гістидин

I: Ізолейцин

K: Лізин

L: Лейцин

M: Метіонін

N: Аспарагін

P: Пролін

Q: Глутамін

R: Аргінін

S: Серин

T: Треонін

V: Валін

W: Триптофан

Білок має сайт для зв'язування з іонами металів, іоном цинку. 
Локалізований у ядрі.